# Giro dell’Emilia 2020
Giro dell’Emilia 2020 – 103. edycja wyścigu kolarskiego Giro dell’Emilia, która odbyła się 18 iserpnia 2020 na trasie o długości blisko 200 km z miasta Casalecchio di Reno do miejscowości San Luca. Wyścig był częścią UCI ProSeries 2020.
Wyścig początkowo miał odbyć się w październiku 2020, jednak, ze względu na pandemię COVID-19, doszło do znaczących zmian w kalendarzu UCI, w wyniku których zmagania w Emilii-Romanii zostały przeniesione na sierpień 2020.

## Uczestnicy

### Drużyny
| WorldTeams (8)- Bahrain McLaren - Bora-Hansgrohe - Trek-Segafredo - Ineos - Astana - Deceuninck-Quick Step - UAE Team Emirates - NTT Pro Cycling ProTeams (8)- Androni Giocattoli-Sidermec - Bardiani CSF Faizanè - Vini Zabù-KTM - Circus-Wanty Gobert - Alpecin-Fenix - Gazprom-RusVelo - Rally Cycling - Bingoal-Wallonie Bruxelles Continental teams (8)- Colombia Tierra de Atletas-GW Bicicletas - Giotti Victoria-Palomar - D'Amico UM Tools - Beltrami TSA-Marchiol - Sangemini-Trevigiani-MG.Kvis - Work Service Dynatek Vega - General Store Essegibi F.lli Curia - Team Colpack-Ballan Reprezentacja- Włochy |
| |

## Klasyfikacja generalna
| \| Klasyfikacja generalna \| Klasyfikacja generalna \| Klasyfikacja generalna \| Klasyfikacja generalna \| Klasyfikacja generalna \| \| Kolarz \| Kolarz \| Państwo \| Drużyna \| Czas \| \| ---------------------- \| ---------------------- \| ---------------------- \| ---------------------- \| ---------------------- \| \| 1. \| Aleksandr Własow \| Rosja \| Astana \| 4h 59' 41" \| \| 2. \| João Almeida \| Portugalia \| Deceuninck-Quick Step \| + 9" \| \| 3. \| Diego Ulissi \| Włochy \| UAE Team Emirates \| + 18" \| \| 4. \| Edward Dunbar \| Irlandia \| Team Ineos \| + 21" \| \| 5. \| Andrea Bagioli \| Włochy \| Deceuninck-Quick Step \| + 24" \| \| 6. \| Jakob Fuglsang \| Dania \| Astana \| + 29" \| \| 7. \| Vincenzo Nibali \| Włochy \| Trek-Segafredo \| + 46" \| \| 8. \| Giulio Ciccone \| Włochy \| Trek-Segafredo \| + 1' 32" \| \| 9. \| Giovanni Visconti \| Włochy \| Vini Zabù-KTM \| + 2' 41" \| \| 10. \| Gianluca Brambilla \| Włochy \| Trek-Segafredo \| + 2' 41" \| |                    |            |                       |            |
| |                    |            |                       |            |
| Źródło: ProCyclingStats |                    |            |                       |            |
| Klasyfikacja generalna |                    |            |                       |            |
| Kolarz | Kolarz             | Państwo    | Drużyna               | Czas       |
| 1. | Aleksandr Własow   | Rosja      | Astana                | 4h 59' 41" |
| 2. | João Almeida       | Portugalia | Deceuninck-Quick Step | + 9"       |
| 3. | Diego Ulissi       | Włochy     | UAE Team Emirates     | + 18"      |
| 4. | Edward Dunbar      | Irlandia   | Team Ineos            | + 21"      |
| 5. | Andrea Bagioli     | Włochy     | Deceuninck-Quick Step | + 24"      |
| 6. | Jakob Fuglsang     | Dania      | Astana                | + 29"      |
| 7. | Vincenzo Nibali    | Włochy     | Trek-Segafredo        | + 46"      |
| 8. | Giulio Ciccone     | Włochy     | Trek-Segafredo        | + 1' 32"   |
| 9. | Giovanni Visconti  | Włochy     | Vini Zabù-KTM         | + 2' 41"   |
| 10. | Gianluca Brambilla | Włochy     | Trek-Segafredo        | + 2' 41"   |